# In Full Regalia
In Full Regalia, är ett album från 2010 av The Ark. Albumet släpptes tillsammans med en 100-sidig tidskrift och var tillgängligt inte bara i skivbutiker utan även närköp och var man än köper tidningar. Försäljningsmässigt blev kombinationen en succé med ca 35 000 sålda exemplar första månaden, men den möttes av kritik gällande att hela 18 sidor i tidskriften var reklam samt av Skatteverket då de skattade för tidningsmoms istället för skivmoms.

## Låtlista
Alla låtar (skrivna av Ola Salo):
1. "Take a Shine to Me"
2. "Superstar"
3. "Stay With Me"
4. "Singing 'Bout the City"
5. "Have You Ever Heard a Song"
6. "Publicity Seeking Rockers"
7. "I'll Have My Way With You, Frankie"
8. "All Those Days"
9. "Hygiene Squad"
10. "The Red Cap"

## Listplaceringar
| Lista (2010) | Topplacering |
| ------------ | ------------ |
| Finland      | 12           |
| Sverige      | 2            |